# Kostel svaté Barbory (Zábřeh)
Kostel svaté Barbory v Zábřehu na Moravě je středověká gotická stavba s barokní přestavbou z roku 1772. Kostel byl v roce 1958 zapsán na seznam kulturních památek.

## Historie kostela

### 15. století - 1. polovina 18. století
Podle legendy kostel založili za hradbami města Zábřehu příslušníci řádu Templářů. Nejstarší písemná zmínka je až ze druhé poloviny 15. století, v mešní nadaci Jana staršího Tunkla z Brníčka. Z této doby se dochoval gotický presbytář o polygonním půdorysu s vnějším opěrným systémem.
V době reformace připadl kostelík jednotě bratrské. Z této doby pochází dva renesanční zvony, které dal odlít Ladislav Velen ze Žerotína. Větší zvon sv. Barbora z roku 1614 byl odlitý zvonařem Donátem Schrötterem z Hostinného a je jednou z nejvýznamnějších zvonařských památek na severní Moravě. Druhý zvon sv. Anna byl zrekvírován za 1. světové války v roce 1917.
Po roce 1620 byl kostel vrácen katolíkům a zasvěcen Navštívení Panny Marie, bohoslužby se v něm nekonaly pro nedostatek kněží a postupně chátral. V roce 1719 do něj uhodil blesk a značně poškodil jeho věž a střechu. V roce 1750 již připomínal zříceninu, zbourání bylo zabráněno na poslední chvíli.

### 2. polovina 18. století - 19. století
V roce 1772 bylo započato s opravou a v následujících dvou letech byla přestavba chrámu dokončena. Současně byl pořízen nový mobiliář. Hlavní oltář byl zasvěcen sv. Barboře a opatřen obrazem této světice. Oltářními obrazy byly opatřeny také dva boční oltáře. Zajímavostí je soubor obrazů Křížové cesty, které vznikly v návaznosti na činnost význačného pozdně barokního malíře Johanna Wenzela Bergla. Jedná se o rokokové obrazy se zlacenými řezbami v horní části rámů. Pět expresivně pojatých obrazů je připisováno významnému regionálnímu malíři Ignáci Oderlitzkému. V roce 1769 byly instalovány barokní varhany, které se používaly až do roku 1931.
Dne 4. prosince 1774 byl kostel posvěcen ke cti sv. Barbory. Nové zasvěcení chrámu patronce zesnulých souviselo s postupným rušením hřbitova u farního kostela a novým významem kostela sv. Barbory jako kostela hřbitovního. Ke kostelu byl postupně přesunutý hřbitov od farního kostela, pohřbívalo se zde do roku 1911.

### 20. století
Ve 20. století byl kostel dvakrát celkově opravován, poprvé v roce 1929, podruhé v letech 1949–1950. V roce 1931 byly na kůr instalovány nové varhany vyrobené v dílně Matěje Strmisky v Uherském Hradišti. V roce 1976 dostal kostel novou omítku, v roce 1980 byla opravena střecha a věž. Přesto byl jeho stav od 90. let 20. století žalostný a z důvodu špatného technického stavu byl uzavřen. 
Několikrát byl vykraden. V roce 1992 byla provizorně opravena střecha z prostředků získaných sbírkou mezi farníky. V roce 1994 zpracovalo architektonické studio OSA model základního prostorového řešení rekonstrukce kostela, který výrazně měnil stávající dispozici kostela na centrální. Pro nesouhlasné stanovisko památkového ústavu se návrh nerealizoval. V rámci přípravných prací však byl kostel již vyklizen, rozebrány varhany, stržen strop a kůr. Mobiliář byl zčásti zlikvidován, zbytek např. hlavní oltář, kazatelna a varhany byl v dezolátním stavu ponechán v kostele. Další práce na obnově kostela byly zastaveny.
V r. 1999 se v kostele uskutečnil restaurátorský průzkum, při kterém bylo v presbytáři identifikováno sedm gotických oken. V letech 1999-2000 bylo restaurováno 14 obrazů Křížové cesty a uloženy v kostele sv. Bartoloměje. V r. 2000 se do věže vrátil památný zvon sv. Barbory, který byl od r. 1942 zavěšen ve věži kostela sv. Bartoloměje. Kostel v r. 2004 zpřístupnili členové společenství zábřežští zvoníci a od té doby se otevíral zpravidla dvakrát ročně pro veřejnost.

## Obnova kostela

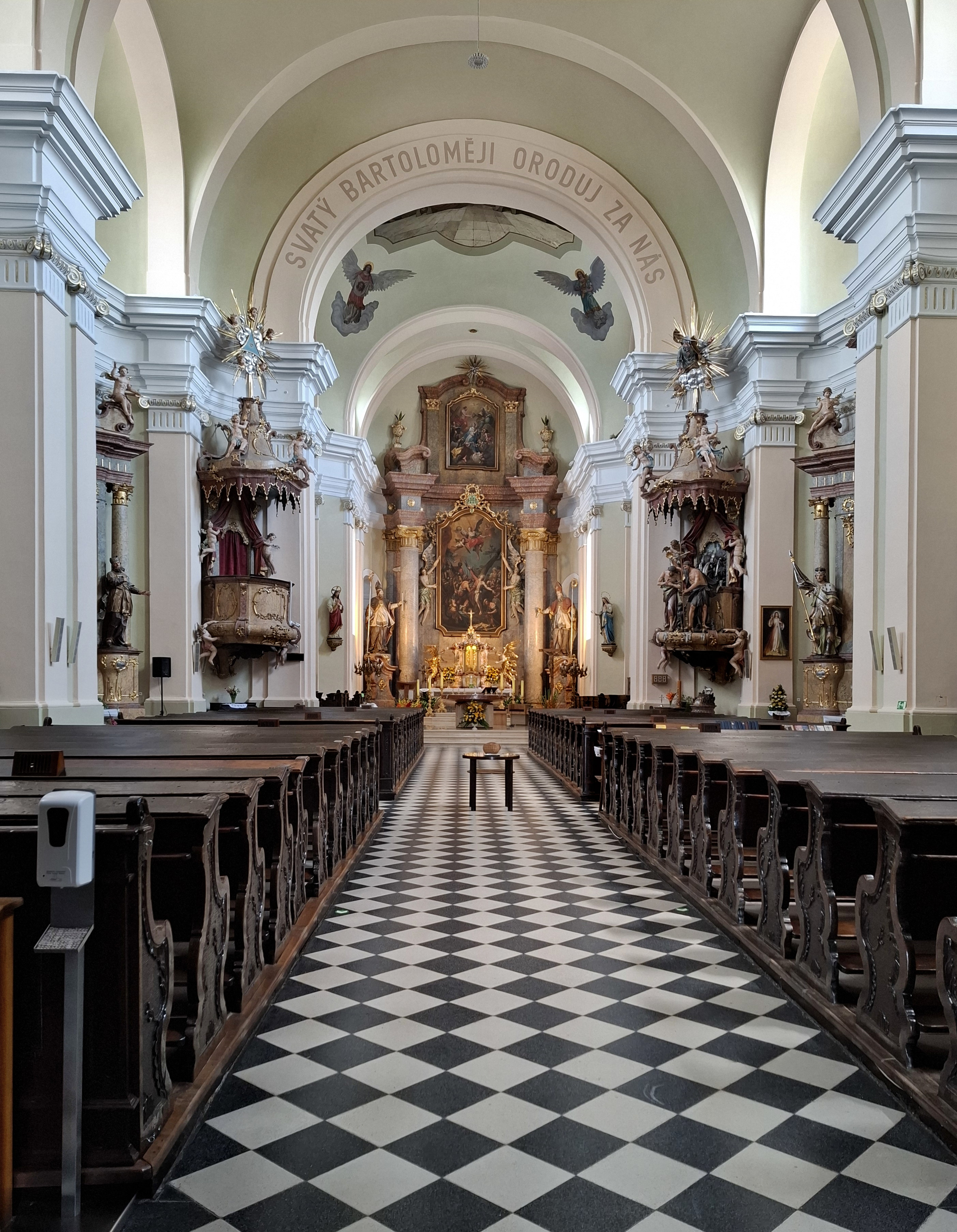
Interiér kostela

### Příprava
V roce 2007 vzniklo občanské sdružení Svatá Barbora Zábřeh, které se začalo věnovat záchraně kostela a jeho obnově. Byl získán souhlas Arcibiskupství olomouckého s podmínkou, že bude kostel po opravě sloužit především liturgickým účelům a tomu bude odpovídat uspořádání interiéru. Předpokládalo se také jeho další využití pro pořádání koncertů, výstav, recitací a podobných kulturních projektů. Po konzultacích s příslušnými odbornými pracovišti přistoupilo občanské sdružení k projektové, finanční a realizační přípravě tohoto záměru.
Byly zpracovány alternativní návrhy dispozičního řešení interiéru a nakonec byl vybrán návrh zpracovaný studenty VUT v Brně. Jejich pojetí liturgického prostoru s tradičním umístěním oltáře a uspořádáním lavic do čtyř pravoúhlých bloků zachovávalo původní dispoziční řešení kostela. Národní památkový ústav vyslovil souhlas s vybudováním nové sakristie na vnější straně presbytáře v zrcadlovém provedení s původní sakristií.

### Stavební práce
Vlastní práce byly zahájeny v létě roku 2008 zhotovením stropních podhledů s cílem obnovit původní barokní tvar klenby. Současně započaly sanační práce na odvodnění a odvětrání základových konstrukcí kostela. Souběžně probíhaly práce na obnově kůru. Byly vyrobeny nosné ocelové zaoblené konstrukce kůru a následně bylo možné koncem roku 2009 instalovat opravené a zrestaurované varhany. Rekonstrukce varhan byla náročná, protože zhruba jedna třetina dřevěných součástí pozitivu a všechny původní barokní píšťaly chyběly. Z rozebraného vlastního nástroje se podařilo dohledat téměř všechny části a všech 297 píšťal.
V roce 2009 byla položena nová podlaha na původní cihlovou dlažbu. V roce 2010 byla kompletně zrestaurována původní sakristie, která byla přebudována na hygienické a provozně-technické zázemí kostela. Byla postavena přístavba nové sakristie.
Postup prací byl zkomplikován masivním výskytem dřevokazného brouka tesaříka krovového, což vyvolalo potřebu přijmout opatření k záchraně dřevěných konstrukcí kostela. Likvidace brouka byla provedena metodou termosanace-horkovzdušnou sterilizací napadeného dřeva.. Následovala náročná oprava krovu, pozednic a vazných trámů, na kterých byl zavěšen nový strop. Tyto práce byly úspěšně dokončeny v roce 2013.
Poslední etapou stavební obnovy byla výměna stávající střešní krytiny hlavní lodi i věže v roce 2015.

### Mobiliář
Hlavní oltář s obrazem sv. Barbory byl restaurován v letech 2009-2010. Obraz není signován, ale zřejmě se jedná o společnou práci vídeňského malíře Caspara Franze Sambacha a jeho syna Johanna Christiana Sambacha, příp. jiného umělce z okruhu vídeňské Akademie ze 70. let 18. století. Obdobně je tomu u dvou velkých obrazů z bočních oltářů: Nanebevzetí Panny Marie a Stigmatizace svatého Františka. Protože boční oltáře se do kostela po obnově nevrátily, jsou restaurované obrazy zavěšeny na zdi.
V letech 2010 a 2011 probíhaly práce na restaurování ostění hlavních vchodových dveří a pískovcového schodiště pod kůrem.
V roce 2012 byly do kostelní lodi pořízeny vyhřívané lavice z dubového dřeva jednoduchého moderního tvaru.
V září 2016 byl do věže zavěšen nový zvon sv. František, který byl odlit skupinou zvoníků přímo v Zábřehu. 
Obětní stůl, svícny a oltářní kříž jsou dílem sochaře Otmara Olivy. Na dřevěné podnoži slepené ze špalíků olše jsou čtyři bronzové výhonky držící skleněnou menzu, mezi nimi kříž. Svícny a oltářní kříž jsou z postříbřeného bronzu.

## Popis kostela
Kostel se nachází v parku, který vznikl na místě zrušeného hřbitova. Je obehnán kamennou zdí. Z bývalého hřbitova se zachoval jen jeden původní pískovcový náhrobní kříž.
Kostel je orientovaná jednolodní stavba obdélného půdorysu, na kterou navazuje užší presbytář s polygonálním zakončením a výraznými vnějšími opěráky. V místech spojení lodě a presbytáře jsou z vnější strany zrcadlově přistavěny dvě nízké sakristie. Střecha nad hlavní lodí je sedlová, nad presbytářem valbová. V hlavní lodi jsou prolomena po každé straně tři okna, dvě obdélná se zaobleným záklenkem, prostřední okno je oválné. Okna v presbytáři jsou menší, gotického stylu. Před západním průčelím je přistavena masivní hranolová věž zakončená lomenou jehlanovou střechou s makovicí a křížem. Horizontálně je členěna dvěma římsami, v přízemí je hlavní vchod do kostela.
Hlavní loď má plochý strop, mírně zaoblené spojení se stěnami vytváří dojem barokního interiéru. V klenbě kněžiště se uplatňuje vliv slezské renesanční valené klenby s výsečemi. Nad vstupním prostorem do hlavní lodi je zavěšena kruchta s konkávně tvarovanou poprsní, do které jsou uprostřed instalovány varhany. Výmalba je jednoduchá, bez ozdob, v kombinaci bílé a světle žluté barvy. Výzdobu v hlavní lodi tvoří na stěnách zavěšené obrazy křížové cesty v bohatě zdobených rámech a dva velké obrazy z bývalých bočních oltářů. V presbytáři je oltář s obrazem svaté Barbory a nový obětní stůl se svícny a křížem.